# Mercês
Mercês là một đô thị thuộc bang Minas Gerais, Brasil. Đô thị này có diện tích 352,808 km², dân số năm 2007 là 10452 người, mật độ 28,5 người/km².